# Tunnel de Norðoy

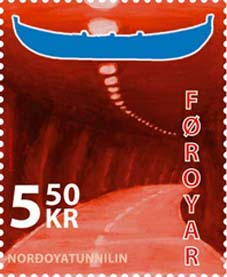
Timbre (2006) par Postverk Føroya.

Avec 6 300 mètres, le Norðoyatunnilin (le tunnel des îles du Nord) est l'un des plus longs tunnels des Îles Féroé, le second, derrière l'Eysturoyartunnilin, inauguré fin 2020. Il relie la ville de Leirvík sur l'île d'Eysturoy à la ville de Klaksvík sur l'île de Borðoy, en passant sous le détroit Leirvíksfjørður.
Norðoyatunnilin est un tunnel routier composé d'un unique tube bidirectionnel. Sa construction a été achevée en avril 2006, pour une inauguration officielle le 29 avril 2006.

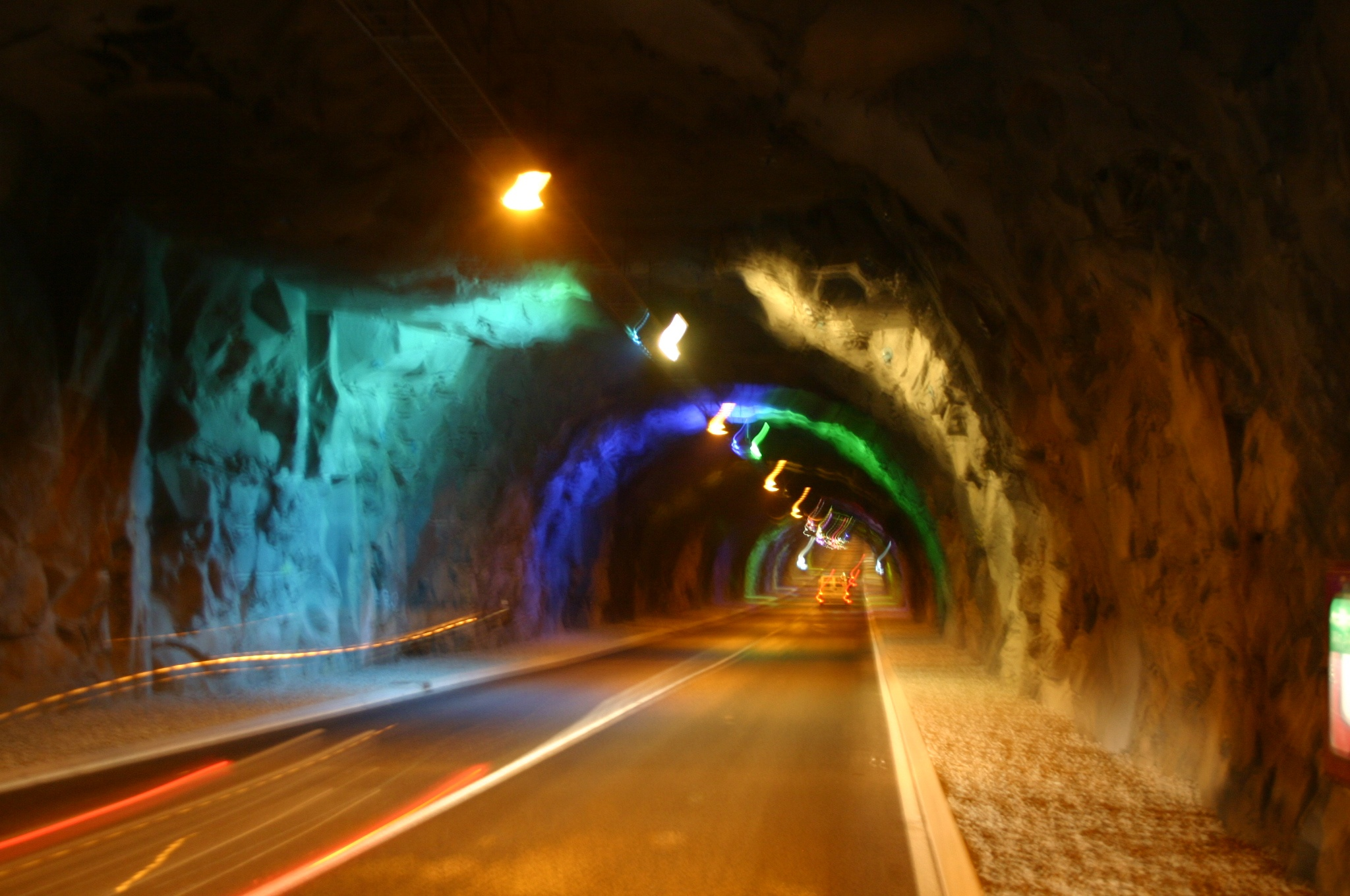
Mise en lumière par Tróndur Patursson

Le projet de construction d'un tunnel reliant l'île d'Eysturoy à l'île de Borðoy ne sont pas nouveaux. En 1988, Landsverkfrøðingurin (bureau des travaux publics) a effectué un certain nombre d'études de sismicité dans le Leirvíksfjørður (le détroit entre les deux îles). Une année plus tôt, un ingénieur avait élaboré un plan global montrant différents emplacements pouvant accueillir un tunnel. D'autres études menées en 1988 ont confirmé que ce projet de tunnel pouvait être considéré comme économiquement viable. Quinze ans après le commencement de la première étude, les travaux de construction ont commencé. Le tunnel descend à une profondeur de 150 mètres au-dessous du niveau de la mer. La pente maximale est d'environ 6 pour cent.